# El Hoxton
El Hoxton är en ort i Mexiko.   Den ligger i kommunen El Higo och delstaten Veracruz, i den sydöstra delen av landet, 260 km norr om huvudstaden Mexico City. El Hoxton ligger 37 meter över havet och antalet invånare är 751.
Terrängen runt El Hoxton är platt. Runt El Hoxton är det ganska glesbefolkat, med 34 invånare per kvadratkilometer. Närmaste större samhälle är San Vicente Tancuayalab, 7,9 km väster om El Hoxton. Trakten runt El Hoxton består till största delen av jordbruksmark.